# Jaycee Carroll
Jaycee Don Carroll (Laramie, 16 de Abril de 1983) é um basquetebolista profissional estadunidense, naturalizado azeri que atualmente joga pelo Real Madrid na Liga Endesa e Euroliga .